# Xã Pine Lake, Quận Cass, Minnesota
Xã Pine Lake (tiếng Anh: Pine Lake Township) là một xã thuộc quận Cass, tiểu bang Minnesota, Hoa Kỳ. Năm 2010, dân số của xã này là 207 người.